# Helle Jensen
Helle Jensen, née le 23 mars 1969 à Aalborg, est une footballeuse danoise des années 1990.

## Biographie
Milieu de terrain ou attaquante, elle est internationale danoise. 
Elle participe à l'Euro 1991 (3e, un but), à la Coupe du monde 1991 (quart-de-finale, deux buts), 1995 (quart-de-finale, un but) et aux JO 1996 (1er tour, un but). Elle est meilleure buteuse de l'Algarve Cup 1995 (finaliste, six buts).
Elle joue à B 1909 Odense lors de la Coupe du monde 1991 et au Fortuna Hjørring lors des Jeux olympiques 1996.